# Cucine economiche

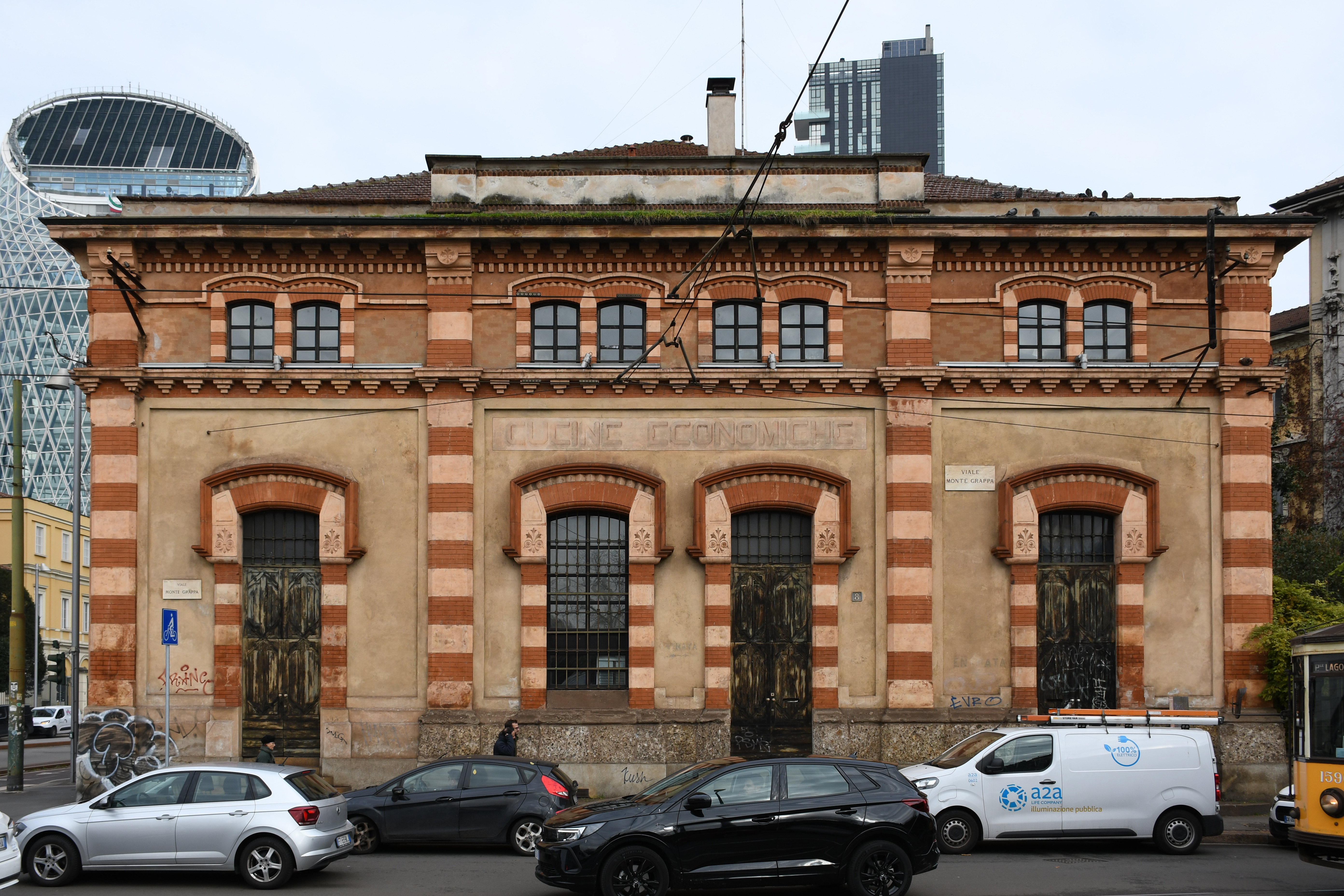
L'edificio in via Monte Grappa che ospitava le Cucine economiche a Milano

Cucine economiche è la denominazione di alcune mense per i poveri gestite da organizzazioni confessionali di ispirazione cattolica.
Le "Cucine economiche" del Circolo S. Pietro vennero istituite a Roma nel 1877 per espressa volontà di Pio IX, che donò ai giovani Soci del Circolo le "pentole degli Zuavi", ovvero l'attrezzatura da cucina utilizzata dagli Zuavi e abbandonata dopo la presa di Roma e il conseguente ritorno in Patria degli appartenenti al battaglione, desiderando che «l'esercito dei poveri, che non sarebbe mai mancato alla Chiesa, avesse sempre una minestra calda.»   
Le "cucine economiche" si diffusero presto in tutta Italia. A Milano, nel 1881 partirono i lavori per la costruzione di un apposito fabbricato, su progetto di Luigi Broggi, che entrò in funzione due anni dopo. Celebri le cucine economiche popolari organizzate negli anni '30 del XX secolo dal vescovo di Agrigento, Giovanni Battista Peruzzo, che rimasero attive fino al secondo dopoguerra e furono essenziali per il sostentamento di buona parte della popolazione in vari periodi critici. 
Caratteristica di tali mense era la parziale gratuità: coloro che avevano scarsi mezzi pagavano un piccolo contributo, mentre per gli indigenti totali il pasto era gratuito. Le mense erano spesso affiancate da un forno sociale, dove si poteva acquistare pane a prezzi contenuti. 
Nel XXI secolo le "cucine economiche" o "cucine economiche popolari" ancora operano in varie città italiane.  
Tre Cucine economiche del Circolo S. Pietro sono tuttora attive a Roma.